# Acyphas amphideta
Acyphas amphideta är en fjärilsart som beskrevs av Turner 1902. Acyphas amphideta ingår i släktet Acyphas och familjen tofsspinnare. Inga underarter finns listade i Catalogue of Life.